# Red 13
Red 13 is een EP van Journey. Net als zoveel muziekgroepen met successen in de jaren 70 en 80 kwam Journey na Arrival zonder platencontract te zitten. Ze namen het heft in eigen hand en brachten Red 13 uit op hun eigen platenlabel. Het album dat is opgenomen in de Wildhorse Studio in Novato, Californië. Het was een dankbetuiging aan de fans, die het album per postorder of internet konden bestellen. Later verscheen het ook in de winkels vanuit Frontiers Records. Dat de band het heft in eigen handen had genomen blijkt uit de credits: Schon en Cain waren de producers, Cain zat als geluidstechnicus achter de knoppen en de mix verzorgden Schon en Cain weer samen (met Gary Cirimelli). In 2006 werd de EP opnieuw uitgegeven met een nieuwe hoes.

## Musici
- Neal Schon – gitaar, zang
- Jonathan Cain – toetsinstrumenten, slaggitaar, zang
- Ross Valory – basgitaar, zang
- Deen Castronovo – slagwerk, percussie, zang
- Steve Augeri - zang

## Muziek
| Nr. | Titel                                                  | Duur |
| --- | ------------------------------------------------------ | ---- |
| 1.  | Intro: Red 13 / State of grace (Cain , Schon, Augeri)  | 7:26 |
| 2.  | The time (Schon, Cain, Augeri, Cirimelli)              | 6:25 |
| 3.  | Walkin' away from the edge (Cain, Schon, Andre Pessis) | 6:16 |
| 4.  | I can breathe (Schon, Cain, Augeri, Taylor Rhodes)     | 4:19 |